# جیمز رید چادویک
جیمز رید چادویک (انگلیسی: James Read Chadwick؛ ‏ ۲ نوامبر ۱۸۴۴ – ۲۳ سپتامبر ۱۹۰۵) پزشک متخصص زنان اهل ایالات متحده آمریکا بود که بابت تشریح نشانه چادویک در سال ۱۸۸۷ که یکی از نشانه‌های اوایل بارداری است، شناخته می‌شود. وی مدرک بی‌ای خود را دانشگاه هاروارد و دکترای پزشکی خود را از دانشکده پزشکی هاروارد در سال ۱۸۷۱ گرفت و برای تحصیل در رشتهٔ پزشکی زنان به اروپا رفت و سپس به‌عنوان پزشک متخصص زنان در بوستون مشغول به کار شد.